# Mexique aux Jeux olympiques d'été de 1952
Le Mexique est présent aux Jeux olympiques d'été de 1952, à Helsinki. C’est la 7e participation de ce pays aux Jeux olympiques d’été. Il est représenté par une nombreuse délégation de 64 athlètes, comprenant 3 femmes, qui ne rapporte toutefois de Finlande qu’une médaille d’argent conquise par le plongeur Joaquín Capilla, également porte-drapeau de sa délégation. En effet, les cavaliers mexicains qui avaient outrageusement dominé les épreuves d’Équitation en 1948, ne sont plus en mesure dorénavant de jouer les premiers rôles dans ce domaine et sont dominés par les Suédois et les Français. Avec une seule médaille d ‘argent à son actif, le Mexique chute donc de la 17e place qui était la sienne en 1948  à la 34e, au tableau final des médailles 

## Tous les médaillés mexicains
| Médaille | Discipline | Épreuve                  | Athlète         |
| -------- | ---------- | ------------------------ | --------------- |
| argent   | Plongeon   | Plateforme 10 mètres (H) | Joaquín Capilla |

## Sources
- (en) Bilan complet du Mexique aux Jeux olympiques d'été de 1952 sur olympedia.org
- (fr) Tous les résultats de 1952 sur le site du C.I.O

## Articles connexes

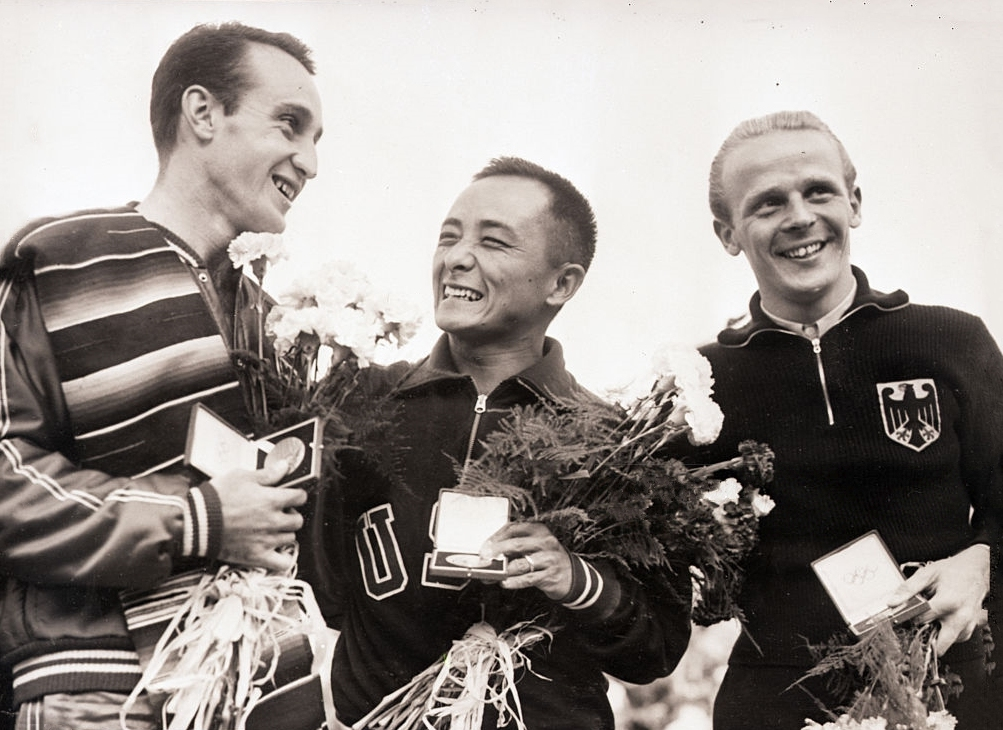
Joaquín Capilla (à gauche) sur le podium de l’épreuve de plongeon de haut vol, en compagnie du vainqueur Sammy Lee et de l’Allemand Günther Haase, troisième.